# Dysschema hilarina
Dysschema hilarina là một loài bướm đêm thuộc phân họ Arctiinae, họ Erebidae.